# Marcé
Marcé là một xã thuộc tỉnh Maine-et-Loire trong vùng Pays de la Loire phía tây nước Pháp. Xã này nằm ở khu vực có độ cao trung bình 33 mét trên mực nước biển.
Dân số năm 2006 là 805 người. Sân bay Angers - Loire toạ lạc ở xã này.